# Vägen ut (roman)
Vägen ut är en roman skriven av Harry Martinson, utkommen 1936. Boken är den andra delen i Harry Martinsons delvis självbiografiska barndomsskildring och följer på Nässlorna blomma. Den skildrar den föräldralöse pojken Martins liv från det att han är 12 till 16 år gammal. Den utspelar sig under åren 1917-1920. 

## Handling
Handlingen tar vid där Nässlorna blomma slutade. Föreståndaren för ålderdomshemmet där Martin bor har precis dött. Därför utackorderar kommunen honom på nytt hos en bonde. Den här gången hamnar han hos Eskilsson på Ekevik. Istället för lantarbete får han dock snart arbeta med att bryta torv på Varpinge mosse. Där har en stor torvindustri satts upp för att ersätta den minskade kolimporten i första världskrigets kölvatten. Någon mönsterarbetare klarar dock inte Martin att bli. Han är för långsam och sinkas av ständiga drömmerier. Martin är nämligen en drömmare vars tankar ofta vandrar ut i den stora världen. Hans ambition är att bli sjöman och upptäcka världen. Avsnittet slutar med att Martin grälar med fru Eskilsson och att en stor skogsbrand bryter ut vid mossen. Efter det rymmer Martin.
Han söker sig till Arnelöv i nordöstra Skåne där han först plockar betor och senare blir dräng på Öxa gård. Där blir han över vintern, men en längtan bort brinner i honom som får honom att lämna gården och söka sig västerut. Han luffar sig fram med, småarbeten, tiggeri och lögner. Målet är Sjöstaden där han hoppas kunna bli sjöman. Men innan han styr kosan ditåt dras han tillbaka mot sina hembygder och smyger sig i mörkret på Norda gård där han tidigare bott. Han ger sig inte till känna utan skrämmer bara gårdens invånare genom att ropa ur natten. 
I Sjöstaden kan han dock inte gå till sjöss ännu på grund av kriget. Istället omhändertas han och hamnar på barnhem. Likväl blir han betagen av storstaden, dess spårvagnar och dess skepp. På barnhemmet träffar han också andra likasinnade pojkar, som rymt med planen att gå till sjöss. Med dem kan han dela sina drömmar och diskutera allt de kan snappa upp om sjöfarten och kriget.

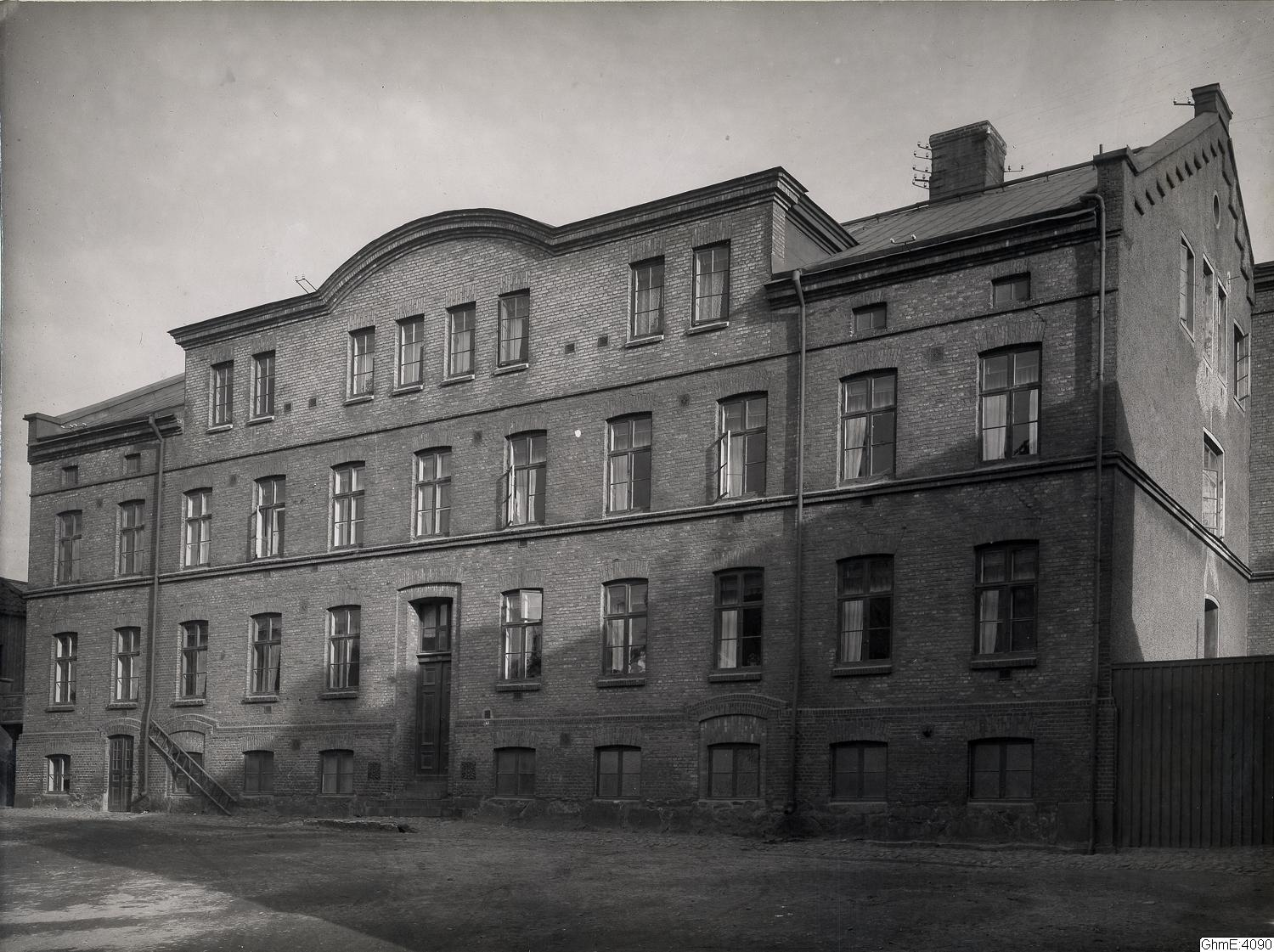
Majornas barnhem vid Timmermansplatsen i Göteborg 1906. I boken förekommer det som Florencianaasylen där Martin bor.

Så småningom rymmer dock Martin även från barnhemmet och luffar runt i Sverige. Hans vandringar får dock ett slut med en episod där han tvångsmässigt simmar längre än han vet att han borde och nästan drunknar och därefter smyger sig på det som han tror är en kvinna men som visar sig bara vara en björkvedstrave. Efter det anmäler han sig själv till barnavårdsnämnden och blir tillbakaskickad till sin hemkommun.
Tillbaka i hemkommunen konfirmeras han till slut och värvas därefter till flottan. Som skeppspojke får han utstå pennalism och tio dagars arrest för ett flyktförsök. När han släpps söker han avsked med ett dåligt öra som grund.
Återigen luffar han mot Sjöstaden. På vägen stöter han på en kvinna som han tigger av, men som erbjuder honom ett arbete. Han godtar erbjudandet och börjar arbeta på X:reds bruk. Bruket är ordnat efter Robert Owens principer och Martin har det bra ställt där. Men när våren kommer drar längtan honom mot havet igen. Han beger sig till Sjöstaden och får hyra på motorfartyget Willy. Boken slutar med att de lättar ankare och seglar mot Skottland. 

## Bakgrund och tillblivelse
Romanen är den andra och avslutande delen av Martinsons självbiografiska barndomsskildring. Den utgavs 1936, året efter att Nässlorna blomma getts ut och gjort succé bland både läsare och kritiker.
Efter utgivning av Nässlorna blomma berättade Martinson i ett brev till sitt förlag att han planerade en självbiografisk serie i fem delar. De två följande delarna skulle heta Martin och atomerna och Unge man, gå väst. Den förra skulle behandla tiden innan rymningen från hembygden och den senare Martins vandringar. Dessa två kom dock att komprimeras till en bok: Vägen ut. Några uppföljare blev det inte heller. Även om självbiografiska element förekommer i andra av Martinsons romaner, t.ex. i Vägen till Klockrike så är Vägen ut Martinsons sista egentligt självbiografiska bok. Efter den kände sig Martinson färdig med det självbiografiska projektet och ville skriva andra böcker.

## Mottagande
Vägen ut blev en försäljningsmässig framgång när den kom ut och sålde i 34 000 exemplar. Mottagandet bland kritiker blev dock inte fullt lika varmt. Martinson kritiserades för att kommentera för mycket och boken ansågs vara för tung och stillastående. Men boken fick också lovord för dess själskildring och vissa kritiker ansåg den vara ett intressant tidsdokument och kulturskildring.

## Självbiografiska aspekter
Vägen ut följer i huvudsak Martinsons egna erfarenheter. Martinson har själv beskrivit romanen som självbiografisk, och också som "sann" och som ett "dokument". Nästan alla större händelser kan kopplas till verkliga erfarenheter i Martinsons liv och i samma ordning som de förekommer i romanen. Vissa konstnärliga friheter har dock Martinson tagit sig. Till exempel arbetar bokens Martin bara en runda med torvbrytning, medan verklighetens Martinson arbetade två, tiden i flottan har förlängts och vistelsen på barnhemmet har gjorts betydligt fylligare. Även om många personer, händelser och detaljer är verklighetsbaserade så finns det också gott om uppdiktade.

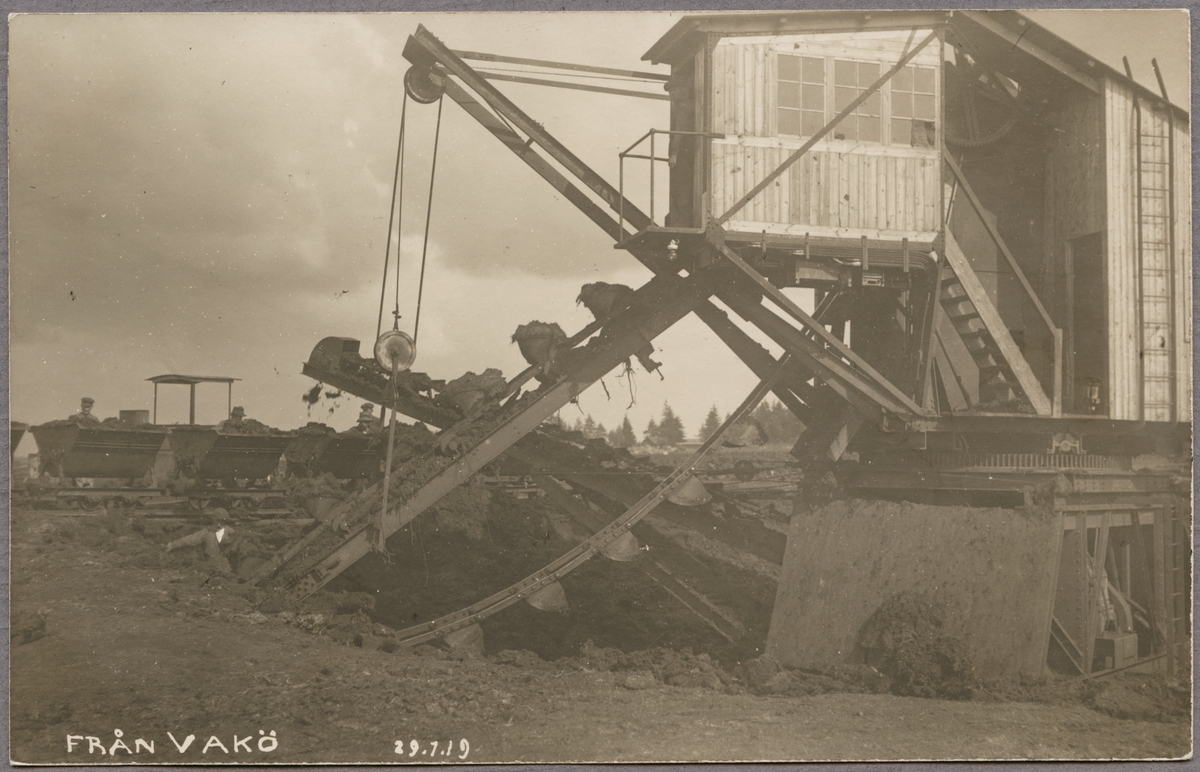
Vakö torvpulverfabriks torvbrytning på Vakö myr 1919, där Harry Martinson arbetade 1917 och 1919. I boken kallas den Varpinge myr.

Den psykologiska verklighetsgraden är svårare att avgöra. Martin motsvarar i hög grad Martinson under dessa år, men överensstämmelsen är inte perfekt. Många som träffade Martinson under dessa åren beskriver honom dock som betydligt gladare än vad Martin framstår i boken. Det har därför tolkats som att dysterheten är ett litterärt val och kopplat till önskan att berätta en historia om en föräldralös pojke och hans prövningar.

### Platser i romanen och deras verkliga motsvarigheter
- Ekevik – Gillaruna gård utanför Jämshög
- Varpinge mosse – Vakö myr
- Arnelöv – Arkelstorp
- Öxa gård – Tollarps gård utanför Arkelstorp
- Sjöstaden – Göteborg
- Florencianaasylen – Majornas barnhem i Göteborg
- X:reds bruk – Jonsereds bruk

## Analys
Boken handlar först och främst om Martin. Dels handlar den om hans öde och upplevelser, dels om hans inre liv och identitet under den sjudande tonårstiden.

### Omvärlden
Boken handlar dock inte endast om Martin utan är också en tids och kulturskildring av Sverige under första världskriget och åren efter. Beskrivningar av skeenden i omvärlden ges också omfattande utrymme. Framförallt första världskriget är ett ämne som ofta återkommer. Speciellt under tiden i Göteborg är första världskriget nära. Martin följer det noggrant och rapporterar om sjökriget som pågår i Nordsjön och Västerhavet.
Det flitiga berättandet om omvärlden är också en följd av Martins stora fascination av den. Precis som verklighetens Martinson är Martin sedan barnsben fascinerad av sin omvärld och suger in all kunskap om den, från bl.a. skolplanscher och tidningar så som Allers. Detta tar sig också uttryck som en längtan bort som driver honom. Martinson ansåg själv att de ständiga rymningarna och uppbrotten under den här tiden var en följd av hans törst efter äventyr och att upptäcka världen.

### Kringflackandet
Även om äventyrslusten är en drivkraft för Martin så har hans vandrande också en mörkare sida och hans upplevelse av är tudelad. Hans tillvaro präglas sedan unga år av ensamhet och rotlöshet. Någon gemenskap upplever Martin aldrig i boken utan står alltid utanför. Inte heller bland andra i sin samhällsklass hör han ihop. Istället för att beblanda sig med människorna runt omkring honom och ödeskamrater så drömmer han sig bort. Inte ens på barnhemmet där han fraterniserar med andra rymlingar och aspirerande sjömän så blir de mer än tillfälliga kamrater. Samtidigt hyser Martin en ständig längtan efter det förlorade hemmet och han beskrivs vara trofast och fäster sig vid sina gästställen.

### Martins lidande
Martin har på många sätt haft en svår uppväxt. De ständiga uppbrotten och rotlösheten och utanförskapet som följer med dem är en aspekt. Även fattigdomen sätter sin prägel på Martin. Detta leder till att ett mörker slår rot i Martins inre. Han känner hat, skam och skuld. Även existentiell tvivel väcks i honom, och han funderar på världens ordning och hans relation till den. Stundtals leder detta även till mörka handlingar, t.ex. när han spökar och skrämmer folket på Norda gård där han tidigare bott. Mest dramatiskt tar det sig uttryck när han är på vippen att dränka sig själv. Men Martin har också en kraft inom sig som kämpar emot detta, och som i slutändan segrar.
Helt gick dock inte ränderna från den hårda barndomen ur. Många har vittnat att Martinson även som vuxen tenderade att ha en sänkt blick.